# La Cropte
La Cropte – miejscowość i gmina we Francji, w regionie Kraj Loary, w departamencie Mayenne.
Według danych na rok 1990 gminę zamieszkiwały 243 osoby, a gęstość zaludnienia wynosiła 17 osób/km² (wśród 1504 gmin Kraju Loary La Cropte plasuje się na 1029. miejscu pod względem liczby ludności, natomiast pod względem powierzchni na miejscu 813.).